# Middletown (Rhode Island)
Middletown es un pueblo ubicado en el condado de Newport en el estado estadounidense de Rhode Island. En el año 2010 tenía una población de 16,180 habitantes y una densidad poblacional de 490.2 personas por km².

## Geografía
Middletown se encuentra ubicado en las coordenadas 42°32′44″N 71°17′29″O / 42.54556, -71.29139. Según la Oficina del Censo, la ciudad tiene un área total de 38,7 km² (14,9 mi²), de la cual 33,6 km² (13,0 mi²) es tierra y 5,1 km² (2 mi²) (13.18%) es agua.

## Demografía
Según la Oficina del Censo en 2010 los ingresos medios por hogar en la localidad eran de $51,075, y los ingresos medios por familia eran $70,244. Durante el 2010, los hombres tenían unos ingresos medios de $41,778 frente a los $27,229 para las mujeres. La renta per cápita para la localidad era de $25,857. Alrededor del 5% de la población estaban por debajo del umbral de pobreza.